# Nicolas Verhoeven
Nicolas Verhoeven MSC (* 2. Juni 1896 in Oisterwijk, Niederlande; † 31. März 1981) war ein niederländischer römisch-katholischer Bischof.

## Leben, Leistungen und Werk
Verhoeven wurde am 15. August 1922 für die Herz-Jesu-Missionare zum Priester geweiht. Am 13. März 1947 wurde er zum Titularbischof von Hermonthis und Apostolischen Vikar von Manado ernannt. Am 15. Mai 1947 weihte Willem Pieter Adriaan Maria Mutsaerts, Bischof von ’s-Hertogenbosch, ihn mit Assistenz von Joannes Walter Panis MSC, ehemaliger Apostolischer Vikar von Manado, und Nicolas Stam MHM, Apostolischer Vikar von Kisumu, zum Bischof. Am 3. Januar 1961 wurde das Apostolische Vikariat zum Bistum Manado erhoben und Verhoeven wurde damit der erste Bischof.
Er nahm an allen vier Sitzungen des Zweiten Vatikanischen Konzils teil.
Am 26. Juni 1969 wurde sein Rücktritt als Bischof von Paul VI. angenommen und er wurde zum Titularbischof von Strongoli ernannt. Von seinem Titularbistum trat er am 15. September 1976 zurück.